# Berberis stolonifera
Berberis stolonifera là một loài thực vật có hoa trong họ Hoàng mộc. Loài này được Koehne & E.Wolf mô tả khoa học đầu tiên năm 1913.